# École nationale supérieure de Sécurité sociale
Die Nationale Hochschule für das Studium des Sozialversicherungssystems (EN3S) ist eine akademische Einrichtung in Saint-Etienne, Frankreich. Sie wurde 1960 gegründet, um Führungskräfte für das französische Sozialversicherungssystem auszubilden.

Das Grundstudium ist interdisziplinär und umfasst Fächer wie Verwaltungswissenschaft, Rechtswissenschaft, Soziologie, Finanzwissenschaft, Finanzwesen. Die Hochschule steht unter staatlicher Aufsicht und hat einen Haushalt von 15 Millionen Euro pro Jahr mit ungefähr 60 Studenten. Die Zulassung zum Studium ist selektiv.

## Geschichte
Die Schule wurde 1960 durch ein Dekret von Präsident Charles de Gaulle gegründet. Die Einrichtung hieß bei der Gründung Centre d’études supérieures de sécurité sociale (CESSS), dt.: Zentrum für höhere Sozialversicherungsstudien. Das Ziel war es, die Ausbildung der Führungskräfte des Französischen Sozialversicherungssystems zu professionalisieren.

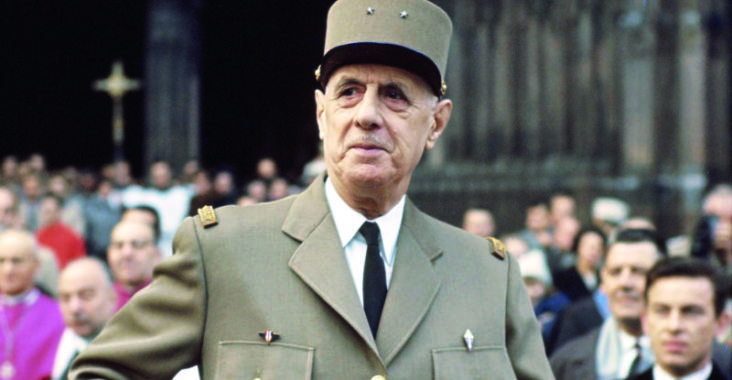
Die Schule wurde von Charles de Gaulle gegründet, um einen gleichberechtigten Zugang zu den Führungspositionen der Sozialversicherungskassen zu gewährleisten.

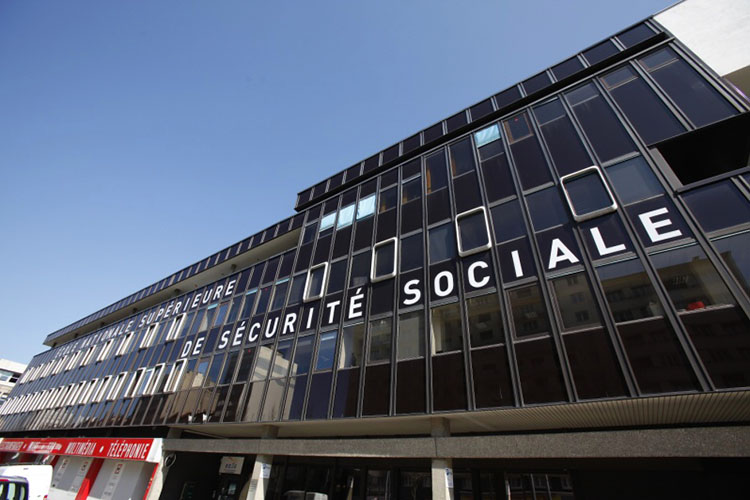
Blick auf das Hauptgebäude der Schule

Die Schule wurde ursprünglich in Paris eingerichtet. 1978 ist die Hochschule nach Saint-Etienne, im Süden Frankreichs, verlegt worden. Seit 2001 ist die Hochschule Teil des Netzwerks von den « école du service public » -elite, Französische, akademische Einrichtungen wie das Institut national du service public (INSP), die Nationale Richterschule (ENM), oder das Nationale Institut für Territorialstudien (INET).
Alle diese akademische Einrichtungen sind verantwortlich für die Ausbildung der nächsten Generationen von höheren Verwaltungsbeamten. Seit ihrer Gründung, steht die Einrichtung unter der Kontrolle des Ministeriums für Soziales und Gesundheit. Seit ihrer Gründung nimmt die Schule jedes Jahr Persönlichkeiten aus der Welt der hohen Verwaltung und des hohen öffentlichen Dienstes auf, wie Simone Veil und Marisol Touraine.

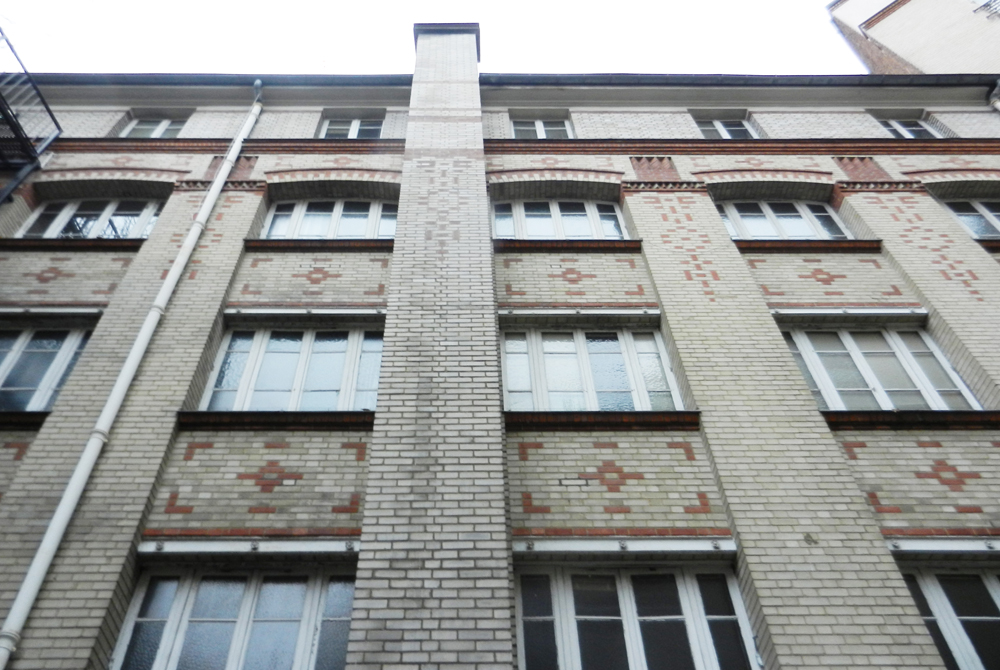
Blick auf das Hauptgebäude der Schule in Paris

## Zulassung und Ausbildung
Um in die Hochschule aufgenommen zu werden, müssen Anwärter erfolgreich einen von drei möglichen Concours durchlaufen. Der Concours wurde im Jahre 1960 nach dem Vorbild von der Nationalen Hochschule für Verwaltung (ENA) eingeführt. Alle Bewerber werden auf die gleiche Weise und nach identischen Kriterien bewertet.
Der Concours besteht au einer schriftlichen Prüfung mit Fächer wie Öffentliches Recht, Wirtschaftswesen, Mathematik, Management oder Sozialrecht. Kandidaten, die die erforderlichen/höchsten Noten erreicht haben, werden zu einem Interview und weitere mündlichen Prüfungen eingeladen. Von jährlich circa 500 Bewerbern bestehen circa 60 die Prüfung. Die Zulassungsquote liegt bei ca. 10 %. Deshalb gehört die Hochschule zu den selektivsten akademischen Einrichtungen Frankreichs.

Die Aufgabe der Hochschule ist es, die Studenten für eine Karrieren als Manager vorzubereiten. Nach dem Studienabschluss arbeiten die Studenten in verschiedenen leitenden Funktionen in der so genannten « caisses de sécurité sociale ». Diese Organisationen repräsentieren die gesetzliche Sozialversicherung und decken die Risiken Krankheit, Alter sowie Berufsunfälle ab.

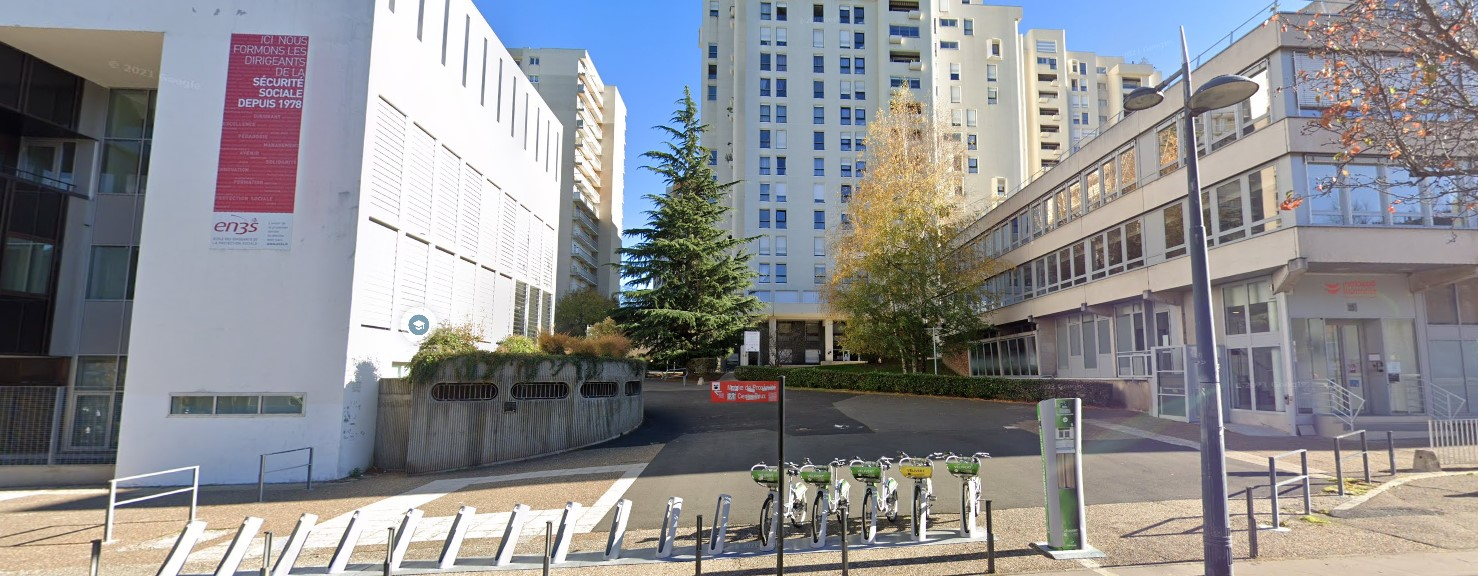
Blick über den Campus

Seit ihre Gründung, hat die Schule mehr als 3000 Personen ausgebildet. Die Ausbildung dauert 18 Monate mit theoretischen Kursen und Praktika. Die Studenten besichtigen auch wichtigen Europäischen Institutionen wie die Europäische Kommission und haben verschiedene Interaktionen mit andere. Die Hochschule ist auch bekannt für ihr managementorientiertes akademisches Curriculum und ihren Schwerpunkt auf Innovation. Die Absolventen der Hochschule müssen nach dem Abschluss mindestens sechs Jahre im französischen Sozialversicherungssystem arbeiten.
Während der Schulzeit werden die Schülerinnen und Schüler ermutigt, sich an Wohltätigkeitsaktionen zugunsten benachteiligter Menschen zu beteiligen. Sie organisieren Nachhilfe für Oberschüler und besuchen ältere Menschen in Altenheimen. Neben dem akademischen Lehrplan führen die Studierenden Forschungsarbeiten zu den Themen Management, Informationssysteme und Gesundheit durch.